# Kamp Skarżysko-Kamienna
Kamp Skarżysko-Kamienna, gelegen bij de gelijknamige Poolse stad, was een werkkamp voor Joodse slaven.

## Geschiedenis
Sinds 1924 was er bij Skarżysko-Kamienna een munitiefabriek gelegen. Deze werd in 1939, nadat de nazi's Polen hadden bezet, onderdeel van de Hugo Schneider AG, ook wel bekend als de Hasag. Het hoofdkantoor van deze AG was gevestigd in Leipzich. Deze munitiefabriek ontwikkelde in 1944 de Panzerfaust en de Fliegerfaust. Voor de fabriek in Skarżysko-Kamienna had men na 1941 dringend behoefte aan personeel. Kamp Skarżysko-Kamienna werd in 1942 gebouwd om Joodse slaven, die van de SS werden gehuurd, te huisvesten. Het kamp bestongd uit drie los van elkaar staande afdelingen. Werk A en B waren productie-eenheden. Werk C was bedoeld om mensen zich dood te laten werken. Dit gegeven was bij de inwoners bekend. Het regime in het kamp was gericht op vernietiging door middel van werkzaamheden. Daartoe werd een rantsoen van 200 gram brood en 1,5 liter dunne soep per dag gegeven. Verder werd er gebruikgemaakt van de verdeel en heers methode onder andere door Joden als baas over boven andere Joden aan te stellen en winstdeling te beloven. In de zomer van 1944 werd het kamp opgeheven. De resterende gevangenen werden gedood of naar het concentratiekamp Buchenwald in Duitsland vervoerd. Gemiddeld hebben er permanent rond de 7.000 mensen in het kamp moeten verblijven. In totaal hebben rond de 27.500 mensen het kamp gepasseerd.